# CD3G

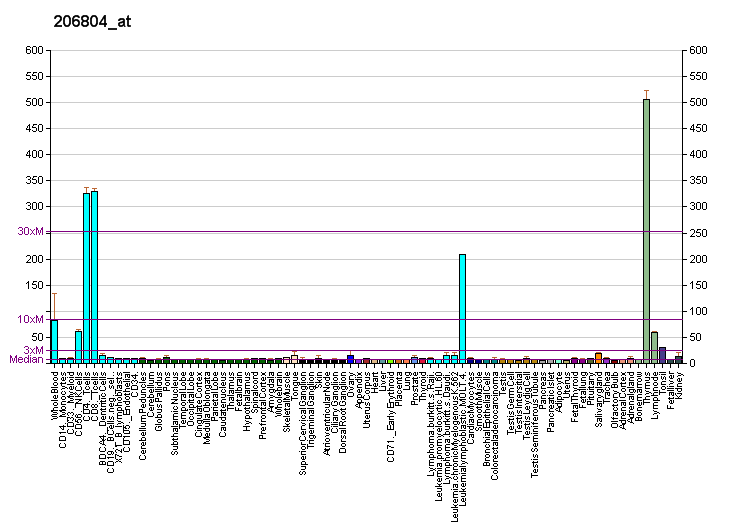
Patrón de expresión genética del gen CD3G.Patrón de expresión genética del gen CD3G.

La cadena gamma de la glicoproteína CD3 de la superficie de las células T es una proteína que en los humanos está codificada por el gen CD3G.
El receptor de antígeno de células T (TCR) está asociado en la superficie de las células T con un complejo de proteínas llamado CD3. CD3G (cadena gamma) es uno de  los cuatro péptidos (gamma, delta, épsilon y zeta) que forman CD3. Los defectos en CD3G están asociados con la inmunodeficiencia de células T.